# Liposcelis ornata
Liposcelis ornata är en insektsart som beskrevs av Edward L. Mockford 1978. Liposcelis ornata ingår i släktet Liposcelis och familjen boklöss. Inga underarter finns listade i Catalogue of Life.